# طوطی‌نوک یون‌نان
طوطی‌نوک یون‌نان (نام علمی: Sinosuthora brunnea ricketti) نام یک زیرگونه از تیره چرخ‌ریسک‌نمایان است.